# هاري شوم جونيور
هاري شوم جونيور هو مصمم رقص ومغني وراقص وممثل كوستاريكي وأمريكي، ولد في 28 أبريل 1982 في كوستاريكا.

## أعمال

### مسلسلات
- (2019) صائدو الظل

### أفلام
- (2010) ستيب أب ثري دي[5]
- (2018) أغنياء آسيويون مجانين

## وصلات خارجية
- هاري شوم جونيور على موقع IMDb (الإنجليزية)
- هاري شوم جونيور على موقع روتن توميتوز (الإنجليزية)
- هاري شوم جونيور على موقع قاعدة بيانات الأفلام العربية
- هاري شوم جونيور على موقع ألو سيني (الفرنسية)
- هاري شوم جونيور على موقع ميوزك برينز (الإنجليزية)
- هاري شوم جونيور على موقع تيرنر كلاسيك موفيز (الإنجليزية)
- هاري شوم جونيور على موقع أول موفي (الإنجليزية)
- هاري شوم جونيور على موقع قاعدة بيانات الأفلام السويدية (السويدية)
- هاري شوم جونيور على موقع أول ميوزيك (الإنجليزية)
- هاري شوم جونيور على موقع أول ميوزيك (الإنجليزية)